# Micropygus lacustris
Micropygus lacustris är en tvåvingeart som beskrevs av Octave Parent 1933. Micropygus lacustris ingår i släktet Micropygus och familjen styltflugor. Inga underarter finns listade i Catalogue of Life.